# Televisietoren Daalhof

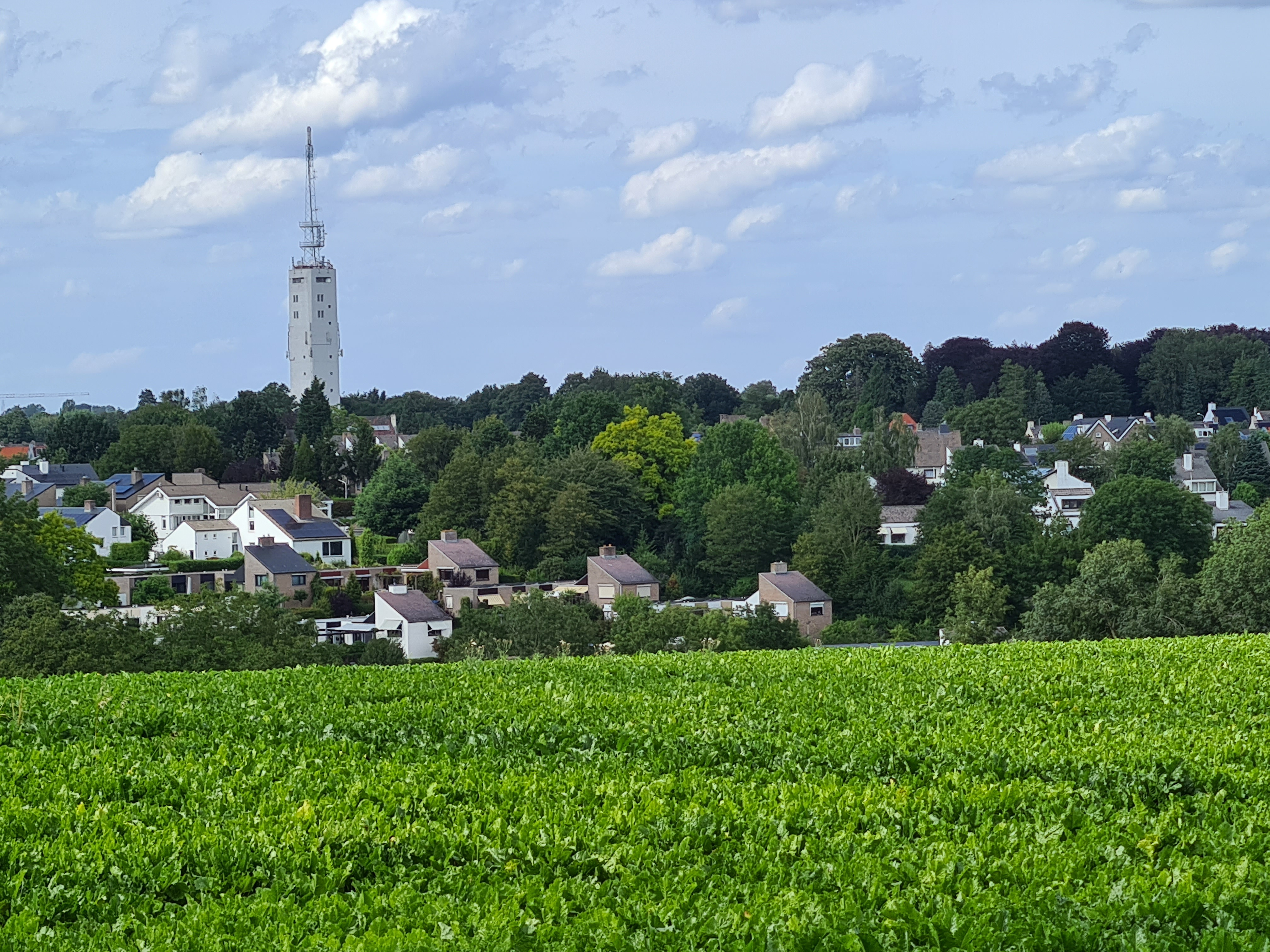
De Televisietoren Daalhof

De Televisietoren Daalhof of Straalverbindingstoren Wolder is een communicatietoren in Nederlands Zuid-Limburg in de gemeente Maastricht. De zendmast staat in de wijk Daalhof relatief hoog gelegen ten opzichte van het Jekerdal en het Droogdal van de Kleine en Lange Zouw in het zuidoosten en zuiden.

## Geschiedenis
De toren werd tussen 1960 en 1962 gebouwd voor de PTT door aannemer Hollandsche Beton Maatschappij door middel van glijbekisting. De 52 meter hoge toren is uitgevoerd in gewapend beton en staat op 40 betonnen heipalen.
In 2007 verkocht eigenaar KPN het gebouw aan Alticom, het latere Cellnex Telecom.

## Bouwwerk
De toren inclusief antennes heeft een hoogte van 86 meter.